# Isola Mačtovyj
L'isola Mačtovyj (in russo остров Мачтовый, ostrov Mačtovyj) è un'isola russa che fa parte dell'arcipelago di Severnaja Zemlja ed è bagnata dal mare di Laptev.
Amministrativamente fa parte del Tajmyrskij rajon del Territorio di Krasnojarsk, nel Distretto Federale Siberiano.

## Geografia
L'isola è ubicata nella parte settentrionale dell'arcipelago, a 1,4 km dall'estremità sud-est di Komsomolets, separata da quest'ultima dallo stretto Surovyj (пролив Суровый); si trova a nord-est di capo Obryvistyj (мыс Обрывистый).
Mačtovyj è lunga 3,1 km e larga 1,4 km nella parte meridionale, mentre a nord si restringe formando una lunga striscia larga 400-150 m. L'isola è priva di ghiacci, per lo più piatta, ma a sud-est ha una scogliera alta 100 m.

## Isole adiacenti
- Isole Moristye (острова Мористые), a nord-est
- Isola Stereguščij (остров Стерегущий), a sud-est.
- Isole Diabazovye (островa Диабазовые), a sud.